# Bembecia guesnoni
Bembecia guesnoni is een vlinder uit de familie wespvlinders (Sesiidae), onderfamilie Sesiinae.
Bembecia guesnoni is voor het eerst wetenschappelijk beschreven door Špatenka & Toševski in 1994. De soort komt voor in het Palearctisch gebied.